# Golfo de Gökova

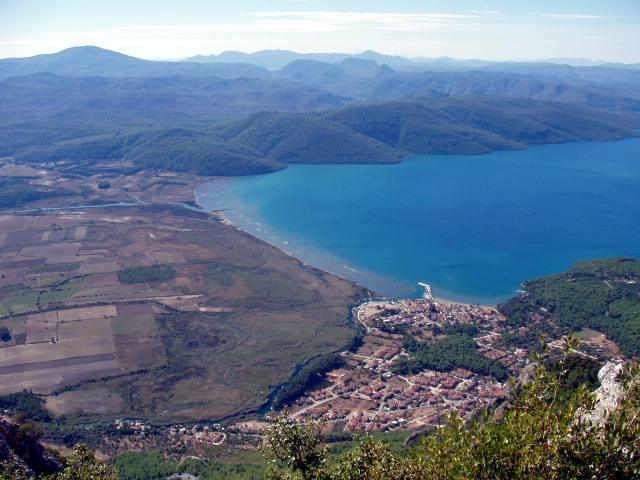
Paisagem do golfo de Gökova.

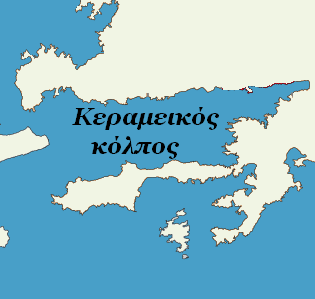
Localização do golfo de Gökova (legenda em grego).

O golfo de Gökova (em turco:  Gökova Körfezi), golfo de Cós ou golfo de Kerme (em turco:  Kerme Körfezi, em grego:  Κεραμεικός κόλπος, em latim: Ceramicus Sinus, que significa golfo Cerâmico) é um estreito e longo golfo na costa turca do mar Egeu entre a península de Bodrum e a península de Datça.